# غروب پروانه
غروب پروانه (به کردی: ئێوارهٔ په‌روانه) عنوان رمانی به زبانِ کردی سورانی نوشتهٔ بختیار علی می‌باشد. بختیار علی اهل سلیمانیهٔ کردستان عراق است و این کتاب دومین رمان اوست.
غروب پروانه در روزهایی بین ۱-۱-۱۹۹۷ و ۶-۱۰-۱۹۹۷ نوشته شده و در سال ۱۹۹۸ از سوی انتشاراتی رهند در استکهلم سوئد به چاپ رسید. کمی پس از انتشارش، این رمان، در نشریه‌ها و محافل گوناگون ادبی کردی مورد بحث و تفصیلات قرار گرفت. غروب پروانه از ۲۲ فصل و یک پس‌نوشت تشکیل شده که روی‌هم ۲۵۵ صفحه هستند.

## داستان
نام این رمان به غروب روزی اشاره دارد که دو شخصیت اصلی داستان، یعنی پروانه و دوستش میدیا بدست برادران خود در میان جمع بزرگی از مردم مذهبی اعدام می‌شوند. مذهبیان گردآمده در این پندارند که دارند با گناهکاران مبارزه می‌کنند. بعدها، این غروب، نمادی برای زمستان، شکست و جهانی بسته و محاصره‌شده می‌گردد.